# Józefin (gmina Korczew)
Józefin – wieś w Polsce położona w województwie mazowieckim, w powiecie siedleckim, w gminie Korczew. Wchodzi w skład sołectwa Knychówek.
W latach 1975–1998 miejscowość należała administracyjnie do województwa siedleckiego.
Wierni kościoła rzymskokatolickiego należą do parafii św. Stanisława Biskupa Męczennika i św. Anny w Knychówku.